# 특공대와 돌아오지 않는 해병
"특공대와 돌아오지 않는 해병"(Special Marine Corps of No Return)은 한국에서 제작된 설태호 감독의 1970년 전쟁 영화이다. 장동휘 등이 주연으로 출연하였다.

## 출연

### 주연
- 장동휘
- 황해
- 하명중

### 조연
- 최지희
- 최성
- 조석근
- 강철
- 최준
- 김홍지
- 이예성
- 황백
- 김칠성
- 최무웅
- 이강조
- 이예민
- 남방운